# Badminton 1937
Höhepunkte des Badmintonjahres 1937 waren die All England, die Irish Open, die Scottish Open und die French Open.
==Internationale Veranstaltungen ==
| Veranstaltung | Herreneinzel   | Dameneinzel        | Herrendoppel                 | Damendoppel                         | Mixed                           |
| ------------- | -------------- | ------------------ | ---------------------------- | ----------------------------------- | ------------------------------- |
| All England   | Ralph Nichols  | Thelma Kingsbury   | Leslie Nichols Ralph Nichols | Betty Uber Diana Doveton            | Ian Maconachie Thelma Kingsbury |
| French Open   | Ian Maconachie | Mavis Green        | Ian Maconachie K. Smedley    | Daphne Young Mavis Green            | D. E. Kenyon Mavis Green        |
| Irish Open    | James Rankin   | Elizabeth Anderson | Ian Maconachie James Rankin  | Mavis Macnaughton Norma Stoker      | James Rankin Olive Wilson       |
| Malaysia Open | A. S. Samuel   | Alice Pennefather  | A. S. Samuel Chan Kon Leong  | Alice Pennefather Chionh Hiok Chor  | Wong Peng Soon Waileen Wong     |
| Scottish Open | Ralph Nichols  | Daphne Young       | Ralph Nichols Ian Maconachie | Marjorie Henderson Thelma Kingsbury | Ian Maconachie Thelma Kingsbury |